# Леонтьєв Дмитро Васильович
Дмитро́ Васи́льович Лео́нтьєв — підполковник Збройних сил України, командир вертолітної ланки 3-го окремого полку армійської авіації (Броди).

## Нагороди
19 липня 2014 року — за особисту мужність і героїзм, виявлені у захисті державного суверенітету та територіальної цілісності України, вірність військовій присязі під час російсько-української війни, відзначений — нагороджений орденом Богдана Хмельницького III ступеня.